# Dika Toua
Dika Toua (ur. 23 czerwca 1984 w Port Moresby) – papuańska sztangistka, pięciokrotna olimpijka z lat 2000 - 2012 oraz z 2021, mistrzyni Oceanii.
Na igrzyskach olimpijskich zadebiutowała w Sydney w 2000, gdy po raz pierwszy na igrzyskach kobiety rywalizowały w podnoszeniu ciężarów. Wystąpiła również na trzech kolejnych igrzyskach. Nie pojechała do Rio de Janeiro w 2016. Powróciła na olimpiadę w Tokio w 2021 jako pierwsza sztangistka w historii, która pięciokrotnie wzięła udział w igrzyskach olimpijskich.
Podczas igrzysk olimpijskich w Atenach w 2004 była chorążym reprezentacji Papui-Nowej Gwinei.

## Życie prywatne
Sztangistkami są również jej ciotka oraz dwie siostry. Jest zamężna. Ma syna i córkę. Mieszka w Port Moresby.

## Udział w zawodach międzynarodowych
| Impreza                                    | Rok  | Miejsce      | Kategoria | Wynik  | Wynik   |
| Impreza                                    | Rok  | Miejsce      | Kategoria | Punkty | Miejsce |
| ------------------------------------------ | ---- | ------------ | --------- | ------ | ------- |
| Igrzyska olimpijskie                       | 2000 | Sydney       | do 48 kg  | 117.5  | 10.     |
| Igrzyska olimpijskie                       | 2004 | Ateny        | do 53 kg  | 177.5  | 6.      |
| Igrzyska olimpijskie                       | 2008 | Pekin        | do 53 kg  | 184    | 7.      |
| Igrzyska olimpijskie                       | 2012 | Londyn       | do 53 kg  | 174    | 12.     |
| Igrzyska olimpijskie                       | 2020 | Tokio        | do 49 kg  | 167    | 10.     |
| Mistrzostwa świata w podnoszeniu ciężarów  | 2003 | Vancouver    | do 53 kg  | 162.5  | 20.     |
| Mistrzostwa świata w podnoszeniu ciężarów  | 2005 | Doha         | do 53 kg  | DNF    | DNF     |
| Mistrzostwa świata w podnoszeniu ciężarów  | 2007 | Chiang Mai   | do 53 kg  | 175    | 22.     |
| Mistrzostwa świata w podnoszeniu ciężarów  | 2015 | Houston      | do 53 kg  | 183    | 20.     |
| Mistrzostwa świata w podnoszeniu ciężarów  | 2019 | Pattaya      | do 49 kg  | 180    | 11.     |
| Mistrzostwa Oceanii w podnoszeniu ciężarów | 2017 | Gold Coast   | do 53 kg  | 185    | złoto   |
| Mistrzostwa Oceanii w podnoszeniu ciężarów | 2018 | Le Mont-Dore | do 53 kg  | 164    | złoto   |
| Mistrzostwa Oceanii w podnoszeniu ciężarów | 2019 | Apia         | do 49 kg  | 175    | złoto   |